# Everdon
Everdon es un pueblo y una parroquia civil del distrito de Daventry, en el condado de Northamptonshire (Inglaterra).

## Demografía
Según el censo de 2001, Everdon tenía 325 habitantes (161 varones y 164 mujeres). 53 (16,31%) de ellos eran menores de 16 años, 248 (76,31%) tenían entre 16 y 74, y 24 (7,38%) eran mayores de 74. La media de edad era de 42,62 años. De los 465 habitantes de 16 o más años, 39 (14,34%) estaban solteros, 205 (75,37%) casados, y 28 (10,29%) divorciados o viudos. 174 habitantes eran económicamente activos, 171 de ellos (98,28%) empleados y otros 3 (1,72%) desempleados. Había 9 hogares sin ocupar, 145 con residentes y 3 eran alojamientos vacacionales o segundas residencias.
| 585                         | 578 | 640 | 745 | 777 | 712 | - | - | 565 | 497 | 456 | 476 | 436 | 406 | - | 420 | 364 |
| (Fuente: Vision of Britain) |     |     |     |     |     |   |   |     |     |     |     |     |     |   |     |     |